# Kepwick
Kepwick – wieś w Anglii, w hrabstwie North Yorkshire, w dystrykcie (unitary authority) North Yorkshire. Leży 42 km na północny zachód od miasta York i 321 km na północ od Londynu.